# 悰子内親王
悰子内親王（そうしないしんのう、康和元年（1099年） - 応保2年11月3日（1162年12月10日））は、平安時代後期（院政期）の女性。堀河天皇の第一皇女で、母は康資王女の典侍仁子女王（源仁子とも）。大宮斎院と号した。

## 来歴
保安4年（1123年）8月28日に賀茂斎院に卜定され、天治元年（1124年）10月25日初斎院、天治2年（1125年）4月19日本院に入った。大治元年（1126年）7月25日、生母の喪により退下。足掛け二年間務めた。
応保2年（1162年）11月3日に64歳で薨去した。

## 参考資料
- 『一代要記』
- 『帝王編年記』
- 『中右記』
- 『山槐記』